# Стів Булл
Стів Булл (англ. Steve Bull, нар. 28 березня 1965, Тіптон) — англійський футболіст, що грав на позиції нападника. По завершенні ігрової кар'єри — тренер.
Майже усю кар'єру провів виступаючи за «Вулвергемптон Вондерерз», а також грав за національну збірну Англії, з якою був півфіналістом чемпіонату світу 1990 року.

## Клубна кар'єра
Народився 28 березня 1965 року в місті Тіптон. Вихованець юнацької команди «Тіптон Таун», з якої 1984 року перейшов до академії «Вест-Бромвіч Альбіона».
23 жовтня 1985 року Стів дебютував за першу команду в матчі Кубка повноправних членів проти «Крістал Пелес» (2:1), замінивши Гарта Крукса. 12 квітня 1986 року Булл дебютував у Першому дивізіоні, вийшовши на заміну в матчі проти КПР (0:1). Цей матч так і залишився єдиним для Стіва у вищому англійському дивізіоні.
Наступний сезон Булл провів з командою у Другому дивізіоні, але і тут не зміг стати основним. взявши участь лише у 3 матчах чемпіонату, тому був готовий опуститися у ще нижчі ліги в пошуках регулярної ігрової практики. В результаті у листопаді 1986 року він був проданий у «Вулвергемптон Вондерерз» разом з Енді Томпсоном за 65 000 фунтів стерлінгів, де і залишався до кінця своєї професійної кар'єри в 1999 році, втім так і не зумів вийти з командою до вищого дивізіону. У 1995 та 1997 роках він був близький до того, щоб вийти з командою Прем'єр-лігу, але обидва рази «Вовки» програли в плей-оф за право підвищення. Єдиним титулом, здобутим з командою, для Булла став Кубок асоційованих членів, виграний 1988 року.
Стів відіграв за клуб з Вулвергемптона наступні тринадцять сезонів своєї ігрової кар'єри. Більшість часу, проведеного у складі «Вулвергемптона», був основним гравцем атакувальної ланки команди і одним з головних бомбардирів команди, маючи середню результативність на рівні 0,53 гола за гру першості. За час у «Вулвз» Булл побив не менше чотирьох рекордів клубу. Він став найкращим бомбардиром команди за всю історію, забивши 306 голів у всіх турнірах (250 з них — у Футбольній лізі, що також є клубним рекордом) і став найкращим бомбардиром команди за один сезон, забивши 52 голи в усіх турнірах сезону 1987/88, в тому числі 34 у чемпіонаті, ставши найкращим бомбардиром Четвертого дивізіону. Булл також встановив клубний рекорд із кількості хет-триків, зробивши їх за команду аж 18 разів.
13 липня 1999 року, у віці 34 років, Булл оголосив про завершення кар'єри після 13 років у «Вулвз», однак незабаром він повернувся до гри ставши граючим тренером клубу «Герефорд Юнайтед» з Національної Конференції, п'ятої за значимістю футбольної ліги Англії. Він працював помічником головного тренера і одночасно президента клубу Грема Тернера, з яким був добре знайомий по багаторічній роботі у «Вулвергемптоні».
21 лютого 2008 року Стів Булл став головним тренером «Стаффорд Рейнджерс», але не зміг врятувати клуб від вильоту до Північної конференції. Він покинув клуб 12 грудня, його замінив Кріс Бріндлі, який був помічником тренера під керівництвом Булла.

## Виступи за збірні
1989 року залучався до складу молодіжної збірної Англії. На молодіжному рівні зіграв у 5 офіційних матчах, забив 3 голи.
27 травня 1989 року дебютував в офіційних матчах у складі національної збірної Англії в грі Кубка Роуза проти Шотландії (2:0), замінивши на 32 хвилині травмованого Джона Фашану і на 80 хвилині забив гол.
Не зігравши у жодній грі відбору до чемпіонату світу 1990 року в Італії, Булл продовжив себе проявляти у товариських іграх напередодні турніру, забивши спочатку два голи в матчі проти Чехословаччини (4:2) 25 квітня 1990 року, а потім відзначився голом в грі проти Тунісу (1:1) 2 червня, завдяки чому головний тренер Боббі Робсон включив Булл до фінальної збірної на чемпіонат світу, незважаючи на те, що він грав за команду Другого дивізіону.
На самому «мундіалі» Булл зіграв чотири рази — тричі виходив на заміну в іграх проти Ірландії (1:1), Нідерландів (0:0) та Бельгії (1:0) та один раз вийшов у стартовому складі в матчі проти Єгипту (1:0). Свій останній матч за збірну Англії Булл провів 17 жовтня 1990 року проти Польщі (2:0) в рамках відбору на Євро-1992. Загалом протягом кар'єри у національній команді, яка тривала 2 роки, провів у її формі 13 матчів, забивши 4 голи.

## Титули і досягнення
- Переможець Третього дивізіону Футбольної ліги: 1988/89
- Переможець Четвертого дивізіону Футбольної ліги: 1987/88
- Володар Кубка асоційованих членів: 1987/88

### Індивідуальні
- Найкращий бомбардир Четвертого дивізіону Футбольної ліги: 1987/88 (34 голи)[4]

## Особисте життя
У грудні 1999 року Стіва Булл був нагороджений орденом Британської імперії (MBE) за його спортивні досягнення.
Стів є двоюрідним братом іншого колишнього футболіста  Гарі Булла.